# A Dash Through the Clouds
A Dash Through the Clouds er en amerikansk stum komediefilm fra 1912 instrueret af Mack Sennett efter manuskript af Dell Henderson og med Mabel Normand i hovedrollen.
Filmens handling knytter sig til flyvning, og blandt filmens medvirkende er flypioneren Philip Parmelee, der var pilot for brødrene Wright og ved indspilningen kendt i vide kredse for sine bedrifter. Parmelee døde ved et flystyrt kort efter filmen blev indspillet.

## Handling
Josephine er begejstret for flyvning, men knap så meget for hendes forlovede Arthur ("Chubby"). Josephine får lov til at tage med på flyvetur med en flyvemaskine til Chubbys store irritation. Arthurs job er at uddele tyggegummiprøver i det mexicanske kvarter, og mens har er på arbejde, bliver han lidt for glad for en mexicansk kvinde. De lokale tager Chubbys romance ilde op, men Josephine redder Chubby fra de forfølgende mexicanere med flyvemaskinen. Efter at have reddet ham, flyver hun væk med piloten. 

## Medvirkende
- Mabel Normand som Josephine
- Fred Mace som Arthur ("Chubby")
- Phillip Orin Parmelee som Slim
- Sylvia Ashton som Carmelita
- Jack Pickford